# 西爾維亞·聖
西爾維亞·聖（英語：Silvia Saint、本名，1976年2月12日—），是一名捷克色情女演員。她獲《閣樓》捷克版在1996年選為年度寶貝，在1997年至2001年間，她總共演出超過200套色情片。

## 簡歷
西爾維亞·聖在布爾諾修讀了兩年管理學，並任職捷克城市茲林的大酒店經理，亦在其他公司擔任會計和市場營銷協調員。其後，她對於工作收入並不滿意，因此投身模特兒界，首先是內衣照，接著是為雜誌拍裸照，然後就拍色情片。她是1996年《閣樓》捷克版的年度寶貝。後來，她打入美國色情業，並在1997年贏得民選成人獎（People's Choice Adult Award）的最佳新人（Best Newcomer），在1998年則成為《閣樓》美國版每月寶貝。
西爾維亞·聖早期的小電影震驚了歐洲，大多是由私人媒體集團拍攝的。後來，她到美國發展並在當地色情業待了三年。
2001年3月19日，西爾維亞·聖宣佈退出色情業。2001年後，她搬到捷克首都布拉格並參演女同性戀的色情片。
2005年，西爾維亞·聖在都靈第二年度的三角洲金星展（Delta of Venus Fair）獲頒發終身成就獎。
2006年，西爾維亞·聖通過訴訟從網絡蟑螂手上取回域名silviasaint.com的使用權。

## 獎項
- 1996：《閣樓》捷克版年度寶貝[6]
- 1997：民選成人獎（People's Choice Adult Award）的最佳新人（Best Newcomer）[11]
- 1997：成人影帶新聞獎，最佳錄像片[12]
- 1998：《閣樓》美國版十月寶貝[2]
- 2000：熱門新秀（英语：Hot d'Or），最佳錄像片[13]
- 2000：熱門新秀，歐洲最佳女配角—《合同的天使》 （Le Contrat des Anges）[14]
- 2000：巴塞羅那國際色情電影節（英语：Barcelona International Erotic Film Festival），尼法最佳女同性戀場景（與尼克·安德森和凱特·摩亞（英语：Kate More）一同奪得）[13]
- 2004：巴塞羅那國際色情電影節，尼法最佳女主角"[13]
- 2005：巴塞羅那國際色情電影節，尼法大眾最佳女主角[15]

## 外部連結
- （英文） Official Film Site